# Гайана на летних Олимпийских играх 2016
Гайана на летних Олимпийских играх 2016 года была представлена 6 спортсменами в 2 видах спорта. Знаменосцем сборной Гайаны на церемонии открытия Игр стал участник крупнейших международных соревнований пловец Ганнибал Гаскин, а на церемонии закрытия — легкоатлет Трой Дорис, который занял 7-е место в тройном прыжке. По итогам соревнований на счету гайанских спортсменов не оказалось ни одной награды. Эти Игры стали для Гайаны уже семнадцатыми и по прежнему на счету сборной значится лишь одна медаль, завоёванная боксёром Майклом Энтони в весовой категории до 54 кг на Играх 1980 года в Москве.

## Состав сборной
Лёгкая атлетика
1. Уинстон Джордж
2. Трой Дорис
3. Алия Абрамс
4. Бренесса Томпсон

 Плавание
1. Ганнибал Гаскин
2. Джамила Санмуган

## Результаты соревнований

### Водные виды спорта

#### Плавание
В следующий раунд на каждой дистанции проходят спортсмены, показавшие лучший результат, независимо от места, занятого в своём заплыве.
Мужчины
| Дистанция              | Спортсмены      | Предварительный раунд | Предварительный раунд | Предварительный раунд | Полуфинал | Полуфинал | Полуфинал | Финал     | Финал |
| Дистанция              | Спортсмены      | Заплыв                | Результат             | Место                 | Заплыв    | Результат | Место     | Результат | Место |
| ---------------------- | --------------- | --------------------- | --------------------- | --------------------- | --------- | --------- | --------- | --------- | ----- |
| 100 метров баттерфляем | Ганнибал Гаскин |                       |                       |                       |           |           |           |           |       |

Женщины
| Дистанция                | Спортсмены       | Предварительный раунд | Предварительный раунд | Предварительный раунд | Полуфинал | Полуфинал | Полуфинал | Финал     | Финал |
| Дистанция                | Спортсмены       | Заплыв                | Результат             | Место                 | Заплыв    | Результат | Место     | Результат | Место |
| ------------------------ | ---------------- | --------------------- | --------------------- | --------------------- | --------- | --------- | --------- | --------- | ----- |
| 50 метров вольным стилем | Джамила Санмуган |                       |                       |                       |           |           |           |           |       |

### Лёгкая атлетика
Мужчины
Беговые дисциплины
| Дисциплина        | Спортсмен      | Предварительный раунд | Предварительный раунд | Предварительный раунд | Четвертьфиналы | Четвертьфиналы | Четвертьфиналы | Полуфиналы | Полуфиналы | Полуфиналы | Финал | Финал |
| Дисциплина        | Спортсмен      | Забег                 | Время                 | Место                 | Забег          | Время          | Место          | Забег      | Время      | Место      | Время | Место |
| ----------------- | -------------- | --------------------- | --------------------- | --------------------- | -------------- | -------------- | -------------- | ---------- | ---------- | ---------- | ----- | ----- |
| бег на 400 метров | Уинстон Джордж |                       |                       |                       | не проводится  | не проводится  | не проводится  |            |            |            |       |       |

Технические дисциплины
| Дисциплина     | Спортсмен  | Квалификация | Квалификация | Финал     | Финал |
| Дисциплина     | Спортсмен  | Результат    | Место        | Результат | Место |
| -------------- | ---------- | ------------ | ------------ | --------- | ----- |
| тройной прыжок | Трой Дорис |              |              |           |       |

Женщины
 Беговые дисциплины
| Дисциплина        | Спортсмен        | Предварительный раунд | Предварительный раунд | Предварительный раунд | Четвертьфиналы | Четвертьфиналы | Четвертьфиналы | Полуфиналы | Полуфиналы | Полуфиналы | Финал | Финал |
| Дисциплина        | Спортсмен        | Забег                 | Время                 | Место                 | Забег          | Время          | Место          | Забег      | Время      | Место      | Время | Место |
| ----------------- | ---------------- | --------------------- | --------------------- | --------------------- | -------------- | -------------- | -------------- | ---------- | ---------- | ---------- | ----- | ----- |
| бег на 100 метров | Бренесса Томпсон |                       |                       |                       |                |                |                |            |            |            |       |       |
| бег на 200 метров | Бренесса Томпсон |                       |                       |                       |                |                |                |            |            |            |       |       |
| бег на 400 метров | Алия Абрамс      |                       |                       |                       | не проводится  | не проводится  | не проводится  |            |            |            |       |       |